# Julius Fürst (Orientalist)

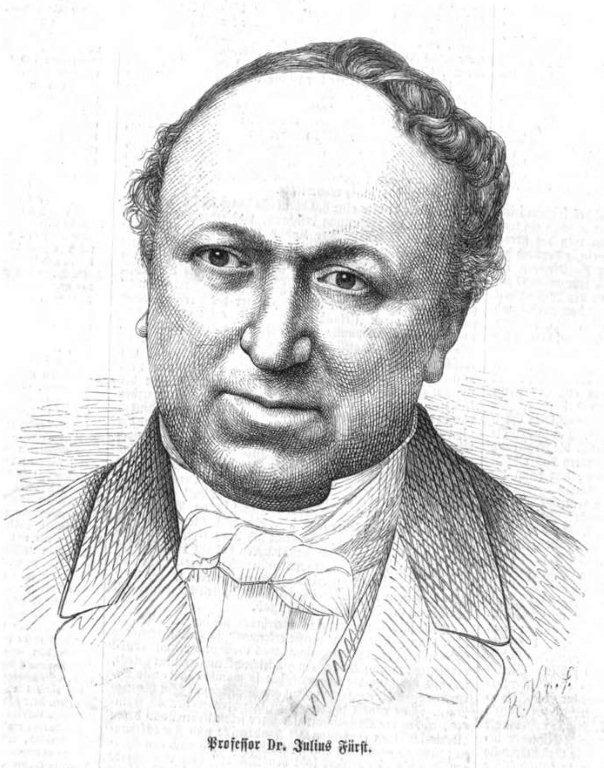
Julius Fürst (1870)

Julius Fürst (geboren am 12. Mai 1805 in Zerkow bei Posen; gestorben am 9. Februar 1873 in Leipzig) war ein deutscher Orientalist.

## Leben
Fürst wuchs in einer tiefreligiösen Familie in einfachen Verhältnissen auf. Diese erwartete zunächst, dass der Sohn dem Vater im Rabbinerberuf nachfolgen sollte und ermöglichte ihm eine entsprechende, traditionelle jüdische Ausbildung. Ohne deutsche, dafür aber mit polnischen, lateinischen und exzellenten hebräischen Sprachkenntnissen ging er als 15-jähriger nach Berlin, um dort ein Gymnasium zu besuchen.

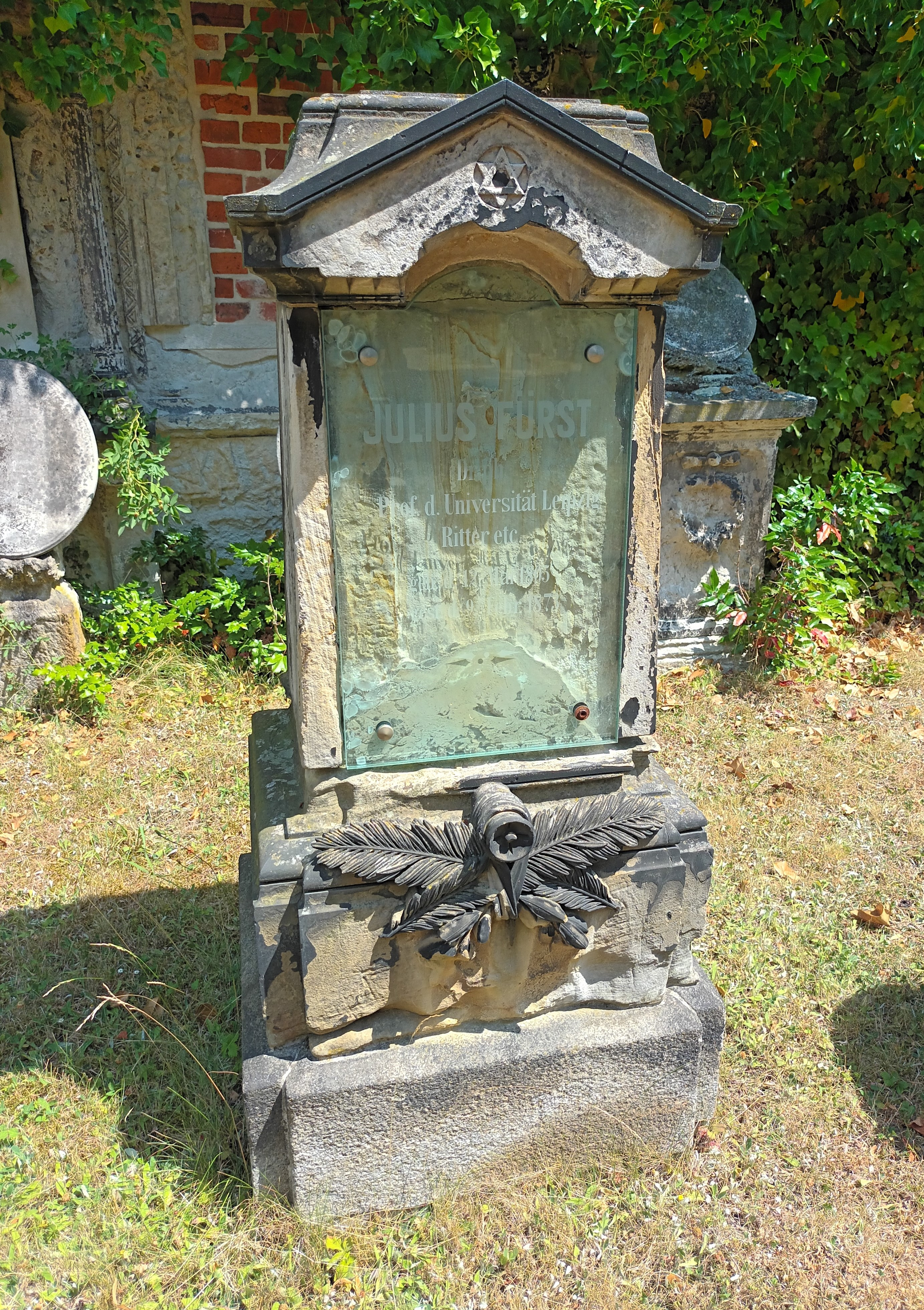
Grabstätte Julius Fürst

Anschließend studierte Fürst in Berlin (bei Georg Wilhelm Friedrich Hegel), Breslau und Halle (bei Wilhelm Gesenius). Er wurde ein anerkannter Gelehrter für semitische Sprachen sowie ein Vertreter der Haskala. Sein Forschungsfeld umfasste im Wesentlichen semitische Linguistik und Literatur sowie die Geschichte des Vorderen Orients.
Da er in Berlin keine angemessene akademische Stellung erhielt und erwarten durfte, übersiedelte Fürst 1833 nach Leipzig. Für Leopold Zunz’ Bibelausgabe übersetzte er 1838 die Bücher Daniel und Esra. 1840 bis 1851 gab er die jüdisch-aufklärerische Wochenzeitschrift Der Orient heraus. Er gehörte 1848 dem Vorparlament an.
Seit 1839 hielt Julius Fürst Vorlesungen und wurde 1857 als Lector publicus für aramäische und talmudische Sprachen an der philosophischen Fakultät der Universität Leipzig eingestellt. Eine Professur erhielt er erst 1864, als erster Jude, der an der Universität Leipzig lehrte. Bis zu seinem Tod erhielt er nicht die sächsische Staatsbürgerschaft und blieb ausländischer Schutzjude.
Im Juli 1839 heiratete Julius Fürst die aus Köthen (Anhalt) gebürtige Theresa, geborene Tschopik (* 1814). Der gemeinsame Sohn Jacob Paul Livius Fürst (1840–1907) wurde ein bedeutender Kinderarzt an der Leipziger Universität und gründete später eine eigene Klinik; 1893 wurde er Sanitätsrat in Berlin. Seine Töchter, die Enkelinnen von Julius Fürst, waren die Bildhauerin Else Fürst (1873–1943, in Theresienstadt ermordet) und die Violinistin Helene Julia Fürst (1877–1944, in Auschwitz ermordet).
Als Julius Fürst gestorben war, wurde eine mehrstündige Trauerfeier angesetzt. Julius Fürst wurde auf dem Alten Israelitischen Friedhof in Leipzig beigesetzt, Abt. 1 rechts, Wandgrab Nr. 10, lfd. Nr. 5, Grabstelle Nr. 2. Die Grabstelle existiert noch. Seine umfangreiche Bibliothek konnte durch eine Spende von der Lehranstalt für die Wissenschaft des Judentums in Berlin erworben werden.
Mitunter wurde Julius Fürst mit dem Berliner Schriftsteller Joseph Fürst verwechselt, der seinerseits Briefe nur mit „J. Fürst“ unterzeichnete; diese Fehlzuschreibung wurde inzwischen durch einen Handschriftenvergleich richtiggestellt.

## Mitgliedschaften
Julius Fürst war Mitglied der Deutschen Morgenländischen Gesellschaft.

## Ehrungen
- Ehrenmitglied und Hochmeister des Freien Deutschen Hochstifts (Mai 1864)
- Inhaber des Königlich-preußischer Kronen-Orden (Ende 1864)
- Ritter des königlich-sächsischen Albrechts-Ordens (April 1870)
- Inhaber der k. k. österreichischen großen goldenen Medaille für Kunst und Wissenschaft

## Werke
- Librorum Sacrorum Veteris Testamenti Concordantiae Hebraicae atque Chaldaicae. Tauchnitz, Leipzig 1840.
- Hebräisches und Chaldäisches Schulwörterbuch über das Alte Testament. Tauchnitz, Leipzig 1842.
- Bibliotheca Judaica. Bibliographisches Handbuch der gesammten jüdischen Literatur mit Einschluss der Schriften über Juden und Judenthum und einer Geschichte der jüdischen Bibliographie. 3 Bände. Engelmann, Leipzig 1849 (Band 1), 1851 (Band 2), 1863 (Band 1–2, neue Ausgabe 1863) und (Band 3, neue Ausgabe 1863) [alle Google Books].
- Hebräisches und chaldäisches Handwörterbuch über das Alte Testament. 2 Bde. Tauchnitz, Leipzig 1857/61, 2. Aufl. 1863 (Digitalisat).
- Geschichte des Karäerthums. 3 Bände. Leiner, Leipzig 1862 (Band 1), 1865 (Band 2), 1869 [alle Google Books].
- Biblia germanica et hebraica. Illustrirte Prachtbibel für Israeliten. Payne, Leipzig 1874.